# Pennsylvania Dutch
Pennsylvania Dutch (en alemán de Pensilvania, Deitsch, Pennsilfaanisch-Deitschⓘ o Pennsilfaanisch, en español Alemanes de Pensilvania), también conocidos como los Pennsylvania Germans, son un grupo cultural formado por los descendientes de inmigrantes alemanes que se establecieron en el estado de Pensilvania, Estados Unidos, durante los siglos siglo XVIII y siglo XIX. Emigraron principalmente de territorios de habla alemana de Europa, ahora en parte dentro de la actual Alemania (principalmente del Palatinado Renano, Baden-Wurtemberg, Hesse y Renania), pero también de los Países Bajos, Suiza y Alsacia-Lorena (antes parte de Alemania), viajando por el río Rin a puertos marítimos.
Los primeros colonos se describieron a sí mismos como Deitsch, correspondiendo con el idioma alemán Deutsch (para "Alemán") más tarde corrompido a "Dutch", "neerlandés" en inglés. Hablaban numerosos dialectos del alemán del sur, incluido el alemán palatino. Fue a través de la interacción entre estos grupos y la relativa falta de nuevos inmigrantes alemanes desde aproximadamente 1770 hasta 1820, lo que dio origen a una lengua conocida como alemán de Pensilvania, que tiene uso hasta el día de hoy.
Los Alemanes de Pensilvania mantenían numerosas afiliaciones religiosas, siendo la mayor parte de religión luterana o reformada alemana, pero también muchos anabaptistas, incluidos menonitas, amish y Brethren. Los grupos anabaptistas adoptaron un estilo de vida sencillo, y sus seguidores eran conocidos como gente llana; esto contrastaba con los alemanes elegantes, que tendían a asimilarse más fácilmente a la corriente principal europea-americana. A finales de 1700, otras denominaciones también estaban representadas en números más pequeños.

## Etimología
Contrariamente a la creencia popular, la palabra "Dutch" en "Pennsylvania Dutch" no es una mala traducción, sino más bien una corrupción del nombre que ellos se dan, Deitsch, que significa "Alemán de Pensilvania" o "Alemán". En última instancia, los términos Deitsch, Dutch, Diets y Deutsch son todos descendientes de la palabra protogermánica *þiudiskaz que significa "popular" o "del pueblo".
El uso continuo de "Pennsylvania Dutch" fue reforzado por los alemanes de Pensilvania en el siglo XIX como una forma de distinguirse de las oleadas posteriores (posteriores a 1830) de inmigrantes alemanes a los Estados Unidos, y los neerlandeses de Pensilvania se refirieron a sí mismos como Deitsche y a los alemanes como Deitschlenner (literalmente "Alemanes", comparado con Deutschland-er) a quienes veían como un grupo relacionado pero distinto. Después de la IIGM, el uso del Alemán de Pensilvania prácticamente desapareció en favor del inglés, excepto entre los anabautistas más insulares y ligados a la tradición, como los Amish del Antiguo Orden y los Menonitas de la antigua orden. Varias prácticas culturales alemanas continúan hasta el día de hoy, y los estadounidenses de origen alemán siguen siendo el grupo de ascendencia más grande reclamado en Pensilvania por las personas en el censo.

## Geografía
Los Alemanes de Pensilvania viven principalmente en el sureste y en país alemanes de Pensilvania, un área grande que incluye el centro sur de Pensilvania, en el área que se extiende en un arco desde Bethlehem y Allentown a través de Reading, Lebanon y Lancaster hasta York y Chambersburgo. Algunos Alemanes de Pensilvania viven en las áreas históricamente de habla Alemán de Pensilvania de Maryland, Carolina del Norte y el valle de Shenandoah en Virginia.

## Inmigrantes del Palatinado del Rin
Muchos Alemanes de Pensilvania eran descendientes de refugiados que habían abandonado la persecución religiosa en los Países Bajos y el Palatinado del Rin alemán. Destacan los amish y menonitas que llegaron al Palatinado y las áreas circundantes desde la parte de habla alemana de Suiza, donde, como anabaptistas, fueron perseguidos, por lo que su estadía en el Palatinado fue de duración limitada.
La mayoría de los Alemanes de Pensilvania tienen raíces que se remontan mucho más atrás en el Palatinado. Durante la Guerra de la Gran Alianza (1689-1697), las tropas francesas saquearon el Palatinado, lo que obligó a muchos alemanes a huir. La guerra comenzó en 1688 cuando Luis XIV reclamó el Electorado del Palatinado. Las fuerzas francesas devastaron todas las ciudades principales de la región, incluida Colonia. En 1697 la guerra llegó a su fin con el Tratado de Ryswick, ahora Rijswijk en los Países Bajos, y el Palatinado permaneció libre del control francés. Sin embargo, en 1702, comenzó la guerra de sucesión española, que duró hasta 1713. El expansionismo francés obligó a muchos palatinos a huir como refugiados.

## Inmigración a los Estados Unidos

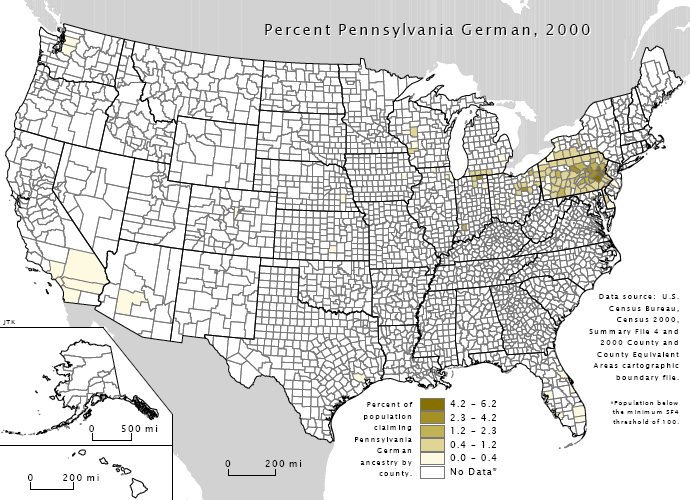
Diagrama que indica el asentamiento de los alemanes de Pensilvania en Estados Unidos, año 2000.

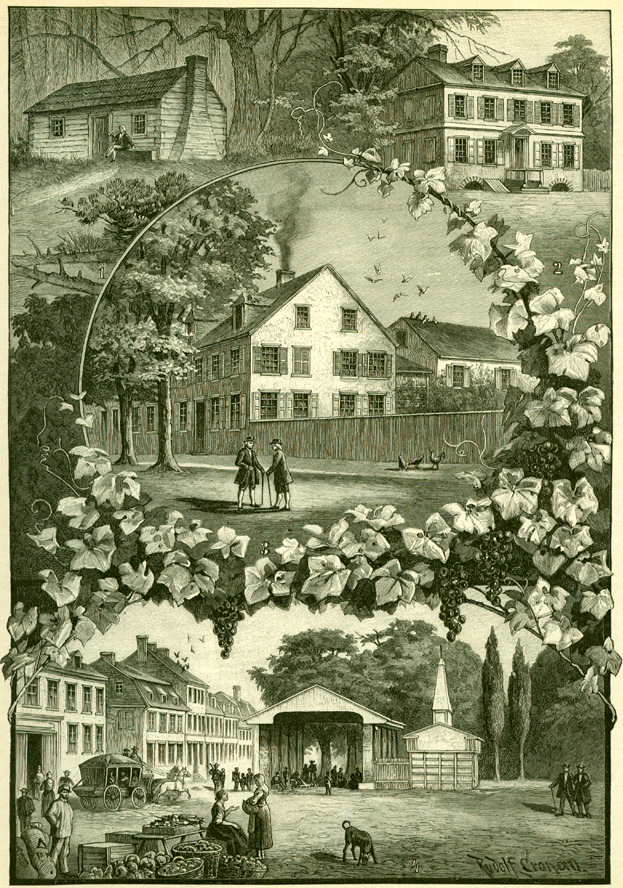
Imágenes de Old-Germantown. Aquí se muestra la primera cabaña de madera de Francis Daniel Pastorius (c. 1683), la casa posterior de Pastorius (c. 1715), la imprenta y casa de Saurs (c. 1735) y la plaza del mercado (c. 1820).

La devastación de la guerra de los Treinta Años (1618-1648) y las guerras entre los principados de Alemania y Francia causaron parte de la inmigración de alemanes a Estados Unidos desde el área del Rin. Los miembros de este grupo fundaron el municipio de Germantown, en el noroeste del condado de Filadelfia, Pensilvania, en 1683. Se asentaron en tierras que William Penn les vendió. Germantown incluía no solo a menonitas sino también a cuáqueros.
Este grupo de menonitas fue organizado por Francis Daniel Pastorius, un agente de una empresa de compra de tierras con sede en Fráncfort del Meno. Ninguno de los miembros de la Compañía de Frankfurt llegó a Pensilvania excepto el propio Pastorius, pero 13 familias menonitas alemanas de Krefeld (que hablan Güeldres meridional) llegaron el 6 de octubre de 1683 a Filadelfia. A ellos se unieron otras ocho familias de habla neerlandés de Hamburgo-Altona en 1700 y cinco familias de habla alemana del Palatinado en 1707.
En 1723, unas 33 familias palatinas alemanas, insatisfechas bajo el gobierno del gobernador Hunter, emigraron de Schoharie, Nueva York, a lo largo del río Susquehanna a Tulpehocken, condado de Berks, Pensilvania, donde se habían asentado otros palatinos. Se convirtieron en agricultores y utilizaron técnicas agrícolas alemanas intensivas que resultaron altamente productivas.
Otra ola de colonos de Alemania, que eventualmente se fusionarían para formar una gran parte de los Alemanes de Pensilvania, llegó entre 1727 y 1775; unos 65 000 alemanes desembarcaron en Filadelfia en esa época y otros desembarcaron en otros puertos. Otra oleada de Alemania llegó entre 1749 y 1754. No todos eran menonitas; algunos eran hermanos o cuáqueros, por ejemplo. La mayoría se originó en lo que hoy es el suroeste de Alemania, es decir, Renania-Palatinado y Baden-Württemberg; otros grupos destacados fueron alsacianos, holandeses, hugonotes franceses, moravos de Bohemia y Moravia y alemanes de Suiza.
Los Alemanes de Pensilvania componían casi la mitad de la población de Pensilvania y, a excepción de los anabaptistas no violentos, generalmente apoyaban la causa Patriota en la Revolución Americana. Henry Miller, un inmigrante de Alemania de ascendencia suiza, publicó una traducción al alemán temprano de la Declaración de Independencia (1776) en su periódico Philadelphische Staatsbote. Miller a menudo escribió sobre la historia y el mito suizos, como la leyenda de Guillermo Tell, para proporcionar un contexto para el apoyo de los patriotas en el conflicto con los Británicos.
Frederick Muhlenberg (1750–1801), un pastor luterano, se convirtió en un importante patriota y político, llegando a ser elegido Presidente de la Cámara de Representantes de los Estados Unidos.

## Migración a Canadá
Un grupo temprano, principalmente del área de Roxborough-Germantown de Pensilvania, emigró a la entonces colonial Nueva Escocia en 1766 y fundó el municipio de Monckton, sitio de la actual Moncton, Nuevo Brunswick. El extenso clan Steeves desciende de este grupo.
Después de la Revolución estadounidense, John Graves Simcoe, vicegobernador del Alto Canadá, invitó a los estadounidenses, incluidos los menonitas y los hermanos baptistas alemanes, a establecerse en territorio británico de América del Norte y ofreció extensiones de tierra a grupos de inmigrantes. Esto dio lugar a que comunidades de hablantes de Alemanes de Pensilvania emigraran a Canadá, muchas de ellas al área llamada German Company Tract, un subconjunto de tierra dentro de Haldimand Tract, en el municipio de Waterloo, que más tarde se convirtió en el condado de Waterloo, Ontario. Algunos todavía viven en el área alrededor de Markham, Ontario y particularmente en las áreas del norte de la actual Región de Waterloo. Algunos miembros de las dos comunidades formaron la Conferencia Menonita de Markham-Waterloo. Hoy en día, el idioma Alemán de Pensilvania es hablado principalmente por menonitas del Antiguo Orden.
Desde 1800 hasta la década de 1830, algunos Alemanes de Pensilvania menonitas en el norte del estado de Upstate New York y Pensilvania se trasladaron al norte de Canadá, principalmente al área que se convertiría en Cambridge, Kitchener/Waterloo y San Jacobs/Elmira/Listowel en el condado de Waterloo, Ontario. El asentamiento comenzó en 1800 por Joseph Schoerg y Samuel Betzner, Jr. (cuñados), menonitas, del condado de Franklin, Pensilvania. Otros colonos los siguieron principalmente desde Pensilvania, típicamente en vagones de Conestoga. Muchos de los pioneros que llegaron de Pensilvania después de noviembre de 1803 compraron tierras en una sección de 60 000 acres establecida por un grupo de menonitas del condado de Lancaster en Pensilvania, llamada German Company Lands.

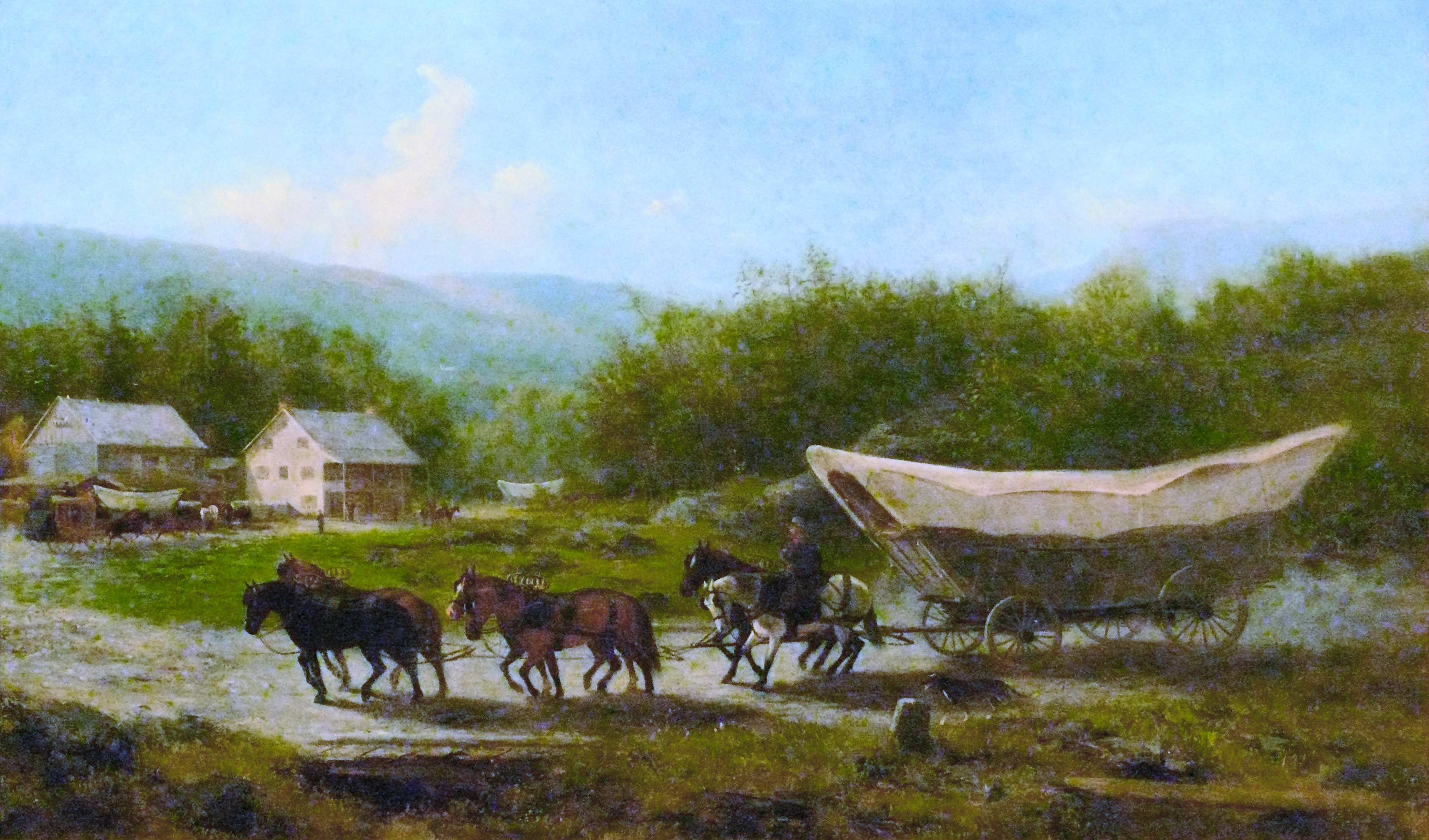
Muchos de los menonitas alemanes de Pensilvania llegaron al condado de Waterloo en vagones de Conestoga.

Menos de los Alemanes de Pensilvania se establecieron en lo que más tarde se convertiría en el área metropolitana de Toronto en áreas que luego serían las ciudades de Altona, Pickering, Ontario y especialmente el pueblo de Markham y Stouffville. Peter Reesor y su cuñado Abraham Stouffer eran colonos de alto perfil en Markham y Stouffville.
William Berczy, un empresario y artista alemán, se había establecido en el norte del estado de Nueva York y en mayo de 1794 pudo obtener 64 000 acres en Markham Township, cerca de la actual ciudad de Toronto. Berczy llegó con aproximadamente 190 familias alemanas de Pensilvania y se estableció aquí. Otros más tarde se mudaron a otros lugares en el área general, incluida una aldea que fundaron, German Mills, Ontario, llamada así por su molino; esa comunidad ahora se llama Thornhill, en el municipio que ahora es parte de la región de York.

## Religión
Los inmigrantes de los años 1600 y 1700 que eran conocidos como los Pennsylvania Dutch incluían menonitas, Brethren suizos (también llamados menonitas por los lugareños) y amish, pero también anabaptistas-pietistas como los Brethren bautistas alemanes y aquellos que pertenecían a la iglesia luterana alemana o congregaciones de la iglesia reformada alemana. Otros colonos de esa época eran de la iglesia Morava, mientras que unos pocos eran bautistas del Séptimo Día. Los palatinos calvinistas y varias otras denominaciones también estuvieron representadas en menor medida.
Más del 60 % de los inmigrantes que llegaron a Pensilvania desde Alemania o Suiza en los años 1700 y 1800 eran luteranos y mantenían buenas relaciones con los de la iglesia reformada alemana. Los dos grupos fundaron Franklin College (ahora Colegio Franklin & Marshall) en 1787.
Henry Muhlenberg (1711-1787) fundó la Iglesia Luterana en América. Organizó el Ministerio de Pensilvania en 1748, estableció el formato organizativo estándar para las nuevas iglesias y ayudó a dar forma a la liturgia luterana.
Muhlenberg fue enviado por los obispos luteranos en Alemania, y siempre insistió en la estricta conformidad con el dogma luterano. La visión de Muhlenberg de la unidad de la iglesia estaba en oposición directa al enfoque de Moravia de Nicolaus Ludwig von Zinzendorf, con su objetivo de unir a varios grupos religiosos alemanes de Pensilvania bajo una "Congregación de Dios en el Espíritu" menos rígida. Las diferencias entre los dos enfoques llevaron a un estancamiento permanente entre luteranos y moravos, especialmente después de una reunión de diciembre de 1742 en Filadelfia. Los moravos se establecieron en Bethlehem y áreas cercanas y establecieron escuelas para nativos estadounidenses.

## Alemanes de Pensilvania notables
- Stephen Miller, cuarto gobernador de Minnesota
- Wallace Stevens, poeta modernista
- Hedda Hopper, actriz, columnista de chismes
- Victor Schertzinger, compositor, director de cine, productor, guionista